# Agnaldo
Agnaldo Pinto de Moraes Júnior, meglio noto come Agnaldo (Rio de Janeiro, 11 marzo 1994), è un ex calciatore brasiliano, di ruolo centrocampista.

## Caratteristiche tecniche
È un centrocampista d'attitudine offensiva.

## Carriera
Militante nel Desportivo Brasil, i norvegesi del Molde hanno reso noto sul proprio sito internet, in data 25 febbraio 2013, che il giocatore si sarebbe aggregato alla squadra per sostenere un provino durante la preparazione in vista della nuova stagione. Il 25 marzo successivo, il calciatore è stato messo sotto contratto dal Molde.
Ha debuttato nell'Eliteserien in data 25 maggio: è subentrato a Joshua Gatt nella vittoria per 4-0 sull'Hønefoss. Il 22 giugno è arrivata la prima rete nella massima divisione locale, nel pareggio per 3-3 sul campo del Vålerenga. Il 17 luglio 2013 ha esordito nelle competizioni europee per club, sostituendo Aliou Coly nella vittoria per 0-1 in casa degli Sligo Rovers, in una sfida valida per il secondo turno di qualificazione alla Champions League 2013-2014.
Ha fatto parte della squadra che si è aggiudicata la vittoria finale del Norgesmesterskapet 2013, rimanendo in panchina nella finale vinta contro il Rosenborg. Il 24 luglio è arrivata la prima rete in Europa League: è andato infatti a segno nel pareggio per 1-1 sul campo del Gorica nel secondo turno di qualificazione alla competizione.
Il 4 ottobre 2014 ha vinto il campionato 2014 con il suo Molde, raggiungendo matematicamente il successo finale con quattro giornate d'anticipo grazie alla vittoria per 1-2 sul campo del Viking. Il 23 novembre successivo, il Molde ha centrato il successo finale nel Norgesmesterskapet 2014, ottenendo così il double.
Il 16 gennaio 2017 è stato ceduto al Vila Nova con la formula del prestito annuale. Tornato al Molde, il 30 gennaio 2018 si è trasferito al RoPS con la medesima formula.

## Statistiche

### Presenze e reti nei club
Statistiche aggiornate al 6 novembre 2021.
| Stagione        | Club            | Campionato      | Campionato | Campionato | Coppe nazionali | Coppe nazionali | Coppe nazionali | Coppe continentali | Coppe continentali | Coppe continentali | Supercoppe | Supercoppe | Supercoppe | Totale | Totale |
| Stagione        | Club            | Comp            | Pres       | Reti       | Comp            | Pres            | Reti            | Comp               | Pres               | Reti               | Comp       | Pres       | Reti       | Pres   | Reti   |
| --------------- | --------------- | --------------- | ---------- | ---------- | --------------- | --------------- | --------------- | ------------------ | ------------------ | ------------------ | ---------- | ---------- | ---------- | ------ | ------ |
| 2013            | Molde           | ES              | 7          | 1          | CN              | 5               | 3               | UCL+UEL            | 1+2                | 0                  | -          | -          | -          | 15     | 4      |
| 2014            | Molde           | ES              | 16         | 0          | CN              | 4               | 1               | UEL                | 4                  | 1                  | -          | -          | -          | 24     | 2      |
| 2015            | Molde           | ES              | 14         | 1          | CN              | 5               | 2               | UCL+UEL            | 1+1                | 0                  | -          | -          | -          | 21     | 3      |
| 2016            | Molde           | ES              | 7          | 0          | CN              | 3               | 0               | -                  | -                  | -                  | -          | -          | -          | 10     | 0      |
| Totale Molde    | Totale Molde    | Totale Molde    | 44         | 2          |                 | 17              | 6               |                    | 9                  | 1                  |            | -          | -          | 70     | 9      |
| 2017            | Vila Nova       | PD/GO+B         | 7+3        | 1+0        | CB              | 1               | 0               | -                  | -                  | -                  | -          | -          | -          | 11     | 1      |
| 2018            | RoPS            | VL              | 21         | 3          | CF+CdL          | 4+0             | 2               | -                  | -                  | -                  | -          | -          | -          | 25     | 5      |
| 2019            | RoPS            | VL              | 19         | 0          | CF+CdL          | 4+0             | 0               | UEL                | 1                  | 0                  | -          | -          | -          | 24     | 0      |
| Totale RoPS     | Totale RoPS     | Totale RoPS     | 40         | 3          |                 | 8               | 2               |                    | 1                  | 0                  |            | -          | -          | 49     | 5      |
| 2020-2021       | Kastrioti       | KS              | 33+1       | 0          | CA              | 2               | 1               | -                  | -                  | -                  | -          | -          | -          | 36     | 1      |
| 2020-2021       | Skënderbeu      | KS              | 4          | 0          | CA              | 0               | 0               | -                  | -                  | -                  | -          | -          | -          | 4      | 0      |
| Totale carriera | Totale carriera | Totale carriera | ?          | ?          |                 | ?               | ?               |                    | ?                  | ?                  |            | -          | -          | ?      | ?      |

## Palmarès

### Club

#### Competizioni nazionali
- Campionato norvegese: 1

Molde: 2014
- Coppa di Norvegia: 2

Molde: 2013, 2014